# Symbols
Industrial-bandet KMFDM:s album som släpptes 1997 är katalogiserat under namnet Symbols, men enligt skivomslaget är den riktiga titeln fem symboler som inte finns med i något alfabet. (Explosion, dödskalle med korslagda ben, bomb med tänd stubin, spiral, knytnäve som slår). Det antas driva med sig själva med detta då KMFDM har haft en tradition att ge deras skivor en titel med endast fem tecken. 
Denna skiva markerar även en introduktion av den nya medlemmen Tim Skold, även om hans bidrag på detta album var mer i form av gästspel. Han blir så småningom en fullfjädrad medlem och blir kvar i bandet några år framöver.

## Låtlista
| Nr  | Titel          | Längd | Notering                                            |
| --- | -------------- | ----- | --------------------------------------------------- |
| 1.  | Megalomaniac   | 6:07  | Esch, Konietzko, Schulz                             |
| 2.  | Stray Bullet   | 5:31  | Esch, Konietzko, Schulz                             |
| 3.  | Leid und Elend | 6:09  | Esch, Konietzko, Schulz                             |
| 4.  | Mercy          | 4:59  | Esch, Konietzko, Schulz                             |
| 5.  | Torture        | 7:04  | Ogre, Konietzko                                     |
| 6.  | Spit Sperm     | 4:46  | Raymond Watts, Esch, Konietzko, Schulz              |
| 7.  | Anarchy        | 5:34  | Tim Skold, Esch, Konietzko, Schulz, William Rieflin |
| 8.  | Down and Out   | 6:39  | Esch, Konietzko, Abby Travis, Schulz                |
| 9.  | Unfit          | 6:01  | Watts, Esch, Konietzko, Schulz                      |
| 10. | Waste          | 3:39  | Konietzko, Travis, Esch, Rieflin, Schulz            |

## Medverkande
- Sascha Konietzko - Sequencer/Programmering, Sång (1-6, 8, 10), Slagverk (7, 8)
- En Esch - Sång (1-6, 8, 10), Slagverk (2, 7, 8), Slidegitarr (2), Cymbaler (4, 6), Tamburin (4); Gitarr (6, 9); Sequencer/Programmering/Loopar (7-10), Scratch piano (10)
- Günter Schulz - Gitarr, programmering (2); loopar (4, 9); bakgrundssång (6, 10); slagverk (7, 8)
- Abby Travis - Sång (1, 2, 4, 7, 8, 10), Basgitarr (6, 9)
- Raymond Watts - Sång (6, 9)
- Ogre - Sång (5)
- Tim Skold - Sång (7)
- William Rieflin - Trummor (6, 10), Loopar (7, 10), Slagverk (7), Sequencer (10)
- Michel Bassin - Gitarr (4, 7-9), Slagverk (7)
- Amy Denio - Saxofon (8)